# Sky Krimi
A Sky Krimi egy német nyelvű televíziós csatorna, melynek fő profilja főleg eredeti német nyelvű krimi sorozatokat tartalmaz, és mutat be.

## Története
A csatorna 1996-ban indult Crime & Co néven a DF1 műholdas platformján, majd később a Herz & Co szappanopera csatorna, és a Comedy & Co csatorna is elindult. Amikor 1999 októberében a DF1 Premiere World lett, a csatornákat átnevezték.
2002 májusában a Krimi & Co nevű csatorna Premiere Krimi néven futott tovább egészen 2009-ig, amikor július 4-én a csatorna felvette a Sky Krimi nevet.

## Műsorok[2]
- 100 Code (2015)
- Bella Block (2004–jelenleg is)
- Blochin (2016–jelenleg is)
- Bordertown (2017)
- Dengler (2017–jelenleg is)
- Der Alte
- Dengler (2017–jelenleg is)
- Der Bulle von Tölz (1999–2006, 2015–jelenleg is)
- Der Kapitän (2004–2006, 2008–jelenleg is)
- Der letzte Bulle (2017–jelenleg is)
- Der letzte Zeuge (2001–jelenleg is)
- Dicte (2016–jelenleg is)
- The Bridge
- Die Kumpel (2016–jelenleg is)
- Die Rosenheim-Cops
- Dresden Mord (2017–jelenleg is)
- Edel & Starck (2016–2017)
- Ein Fall für Zwei
- Ein Mord für Quandt (1998, 2001–2004, 2016–jelenleg is)
- Ein starkes Team
- Flemming (2011–jelenleg is)
- Friesland (2016–jelenleg is)
- Helen Dorn (2017–jelenleg is)
- HeliCops – Einsatz über Berlin (2001–2004, 2016–jelenleg is)
- Ihr Auftrag, Pater Castell (2011–jelenleg is)
- Inspektor Rolle (2017–jelenleg is)
- Jake and the Fatman|Jake und McCabe
- KDD – Kriminaldauerdienst
- Kommissar Marthaler (2017–jelenleg is)
- Küstenwache (2001–jelenleg is)
- Letzte Spur Berlin (2013–jelenleg is)
- Martin Beck
- Matlock (2009–2010)
- Notruf Hafenkante (2012–jelenleg is)
- R. I. S. – Die Sprache der Toten (2016–jelenleg is)
- Siska (2001–jelenleg is)
- SK Kölsch (2001–2006, 2015–jelenleg is)
- SOKO 5113
- SOKO Köln (2004–jelenleg is)
- SOKO Leipzig (2002–jelenleg is)
- SOKO Rhein-Main (2008–jelenleg is)
- SOKO Wismar (2005–jelenleg is)
- The Fall – Tod in Belfast]]
- Tod eines Mädchens (2016–jelenleg is)
- Wolffs Revier (1997–2006, 2016–jelenleg is)